# Ethelum rotundatum
Ethelum rotundatum là một loài chân đều trong họ Eubelidae. Loài này được Richardson miêu tả khoa học năm 1907.